# Tripiloppia tarraswahlbergi
Tripiloppia tarraswahlbergi är en kvalsterart som beskrevs av Hammer 1968. Tripiloppia tarraswahlbergi ingår i släktet Tripiloppia och familjen Oppiidae. Inga underarter finns listade i Catalogue of Life.